# Alexandre de Gabriac
Ne pas confondre avec le militant politique Alexandre Gabriac.
Alexandre de Cadoine de Gabriac, né à Rio de Janeiro le 6 septembre 1827 et mort le 16 février 1898, est un jésuite et littérateur français.

## Biographie
Fils d'Ernest de Cadoine de Gabriac, un ambassadeur de Charles X, pair de France puis sénateur, et petit-fils du général Alexandre Lvovitch Davydov, il suit, comme son frère Joseph de Gabriac, sa scolarité au petit séminaire sou Dupanloup.
Choisissant l'état ecclésiastique, il est ordonné prêtre en 1852 et enseigna les humanités.
Recteur du collège du Mans de 1871 à 1874, du college de Saint-Ignace de Paris de 1874 à 1882 et de 1886 à 1889, du Collège Saint-François-de-Sales d'Evreux de 1882 à 1886, Père spirituel à la résidence de Saint-Germain à Paris de 1889 à 1890, Supérieur de Rouen de 1890 à 1896.

## Œuvres
- Nécessité d'une révélation écrite
- La Mort du juste, ou la Vengeance d'une femme, tragédie en 5 actes et en vers (1848)
- Le révérend père A. de Ponlevoy de la Compagnie de Jésus: sa vie ; avec un choix d'opuscules et de lettres. Opuscules ascétiques (1877)
- Institution Saint-François-de-Sales (1883)
- François de Guise, drame en 3 actes et en vers (1890)
- Le prince de Bismarck et l'Alsace-Lorraine